# Mafia sicilienne sous le régime fasciste
La mafia sicilienne fut moins active à l'époque de l'Italie fasciste et a été combattue par le gouvernement de Benito Mussolini. En juin 1924, Mussolini charge Cesare Mori d'éradiquer la mafia de Sicile et, le 25 octobre 1925, ce dernier est nommé préfet de la capitale sicilienne, Palerme.

## Histoire

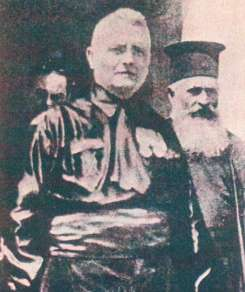
Cesare Mori

En 1924, Mussolini a lancé une campagne visant à détruire la mafia sicilienne, qui minait le contrôle fasciste de la Sicile. Une campagne réussie légitimerait son pouvoir et renforcerait son leadership. Une campagne contre la mafia constituerait non seulement une occasion de propagande pour Mussolini et le Parti national fasciste, mais elle lui permettrait également de réprimer ses opposants politiques en Sicile, car de nombreux hommes politiques siciliens avaient des liens avec la mafia.
Selon un récit populaire apparu après la fin de la Seconde Guerre mondiale, en tant que Premier ministre du royaume d'Italie, Mussolini aurait visité la Sicile en mai 1924 et passa par Piana dei Greci, où il fut reçu par le maire et chef de la mafia
Francesco Cuccia (en). À un moment donné, Cuccia a exprimé sa surprise devant l’escorte de la police de Mussolini et aurait murmuré à son oreille : « Tu es avec moi, tu es sous ma protection. Pourquoi as-tu besoin de tous ces flics? » Après que Mussolini eut rejeté l'offre de protection de Cuccia, celui-ci se vexa, ordonna aux habitants de la ville de ne pas assister au discours de Mussolini qui n’apprécia pas la chose,. Ce fait est le catalyseur de la guerre de Mussolini contre la mafia.
Le ministre de l'Intérieur de Mussolini,
Luigi Federzoni, a rappelé Cesare Mori au service actif et l'a nommé préfet de Trapani. Mori est arrivé à Trapani en juin 1924 et y est resté jusqu'au 20 octobre 1925, date à laquelle Mussolini l'a nommé préfet de Palerme. Mussolini a octroyé à Mori des pouvoirs spéciaux pour éradiquer la mafia par tous les moyens possibles. Dans un télégramme, Mussolini a écrit à Mori :

« Votre Excellence a carte blanche, l'autorité de l'État doit absolument, je le répète absolument, être rétablie en Sicile. Si les lois toujours en vigueur vous entravent, ce ne sera pas un problème, car nous en rédigerons de nouvelles. »

— Petacco, L'uomo della provvidenza, p.  190.
Mori a formé un contingent de policiers, de carabiniers et de miliciens, qui se sont déplacés de ville en ville pour rassembler les suspects. Pour forcer les suspects à se rendre, ils prenaient leurs familles en otage, confisquaient leurs biens et massacraient publiquement leur bétail. Les aveux ont parfois été extorqués par des coups et des tortures. Certains membres de la mafia qui avaient été vaincus dans les querelles de la mafia ont volontairement coopéré avec les procureurs pour obtenir une protection et assouvir une vengeance. La mafia visait généralement les paysans pauvres et les gabellotti (métayers), mais pas les riches propriétaires terriens. En 1928, plus de 11 000 suspects ont été arrêtés et jugés en masse. Plus de 1 200 personnes ont été reconnues coupables et emprisonnées ou ont été exilées sans procès.
Pour détruire la mafia, Mori a jugé nécessaire de « créer un lien direct entre la population et l'État, d'annuler le système d'intermédiation en vertu duquel les citoyens ne pouvaient s'adresser aux autorités que par des intermédiaires..., recevant comme faveur ce qui est dû à eux comme à leur droit. » Les méthodes de Mori étaient parfois similaires à celles de la mafia : il n'a pas simplement arrêté les bandits, mais a également cherché à les humilier voulant convaincre les Siciliens que le gouvernement fasciste était assez puissant pour rivaliser avec la mafia et que la mafia ne pouvait plus les protéger.
Les enquêtes de Mori ont mis en évidence des collusions entre la mafia et des membres influents du gouvernement italien et du Parti national fasciste. Sa position est devenue plus précaire. Quelque 11 000 arrestations ont été attribuées au règne de Mori à Palerme, entraînant un amas de dossiers à traiter, en partie probablement à l’origine de son limogeage en 1929.
La campagne de Mori s'achève en juin 1929 lorsque Mussolini le rappelle à Rome. Bien que Mori n'ait pas écrasé la mafia de manière permanente, sa campagne a réussi à la résorber. Antonino Calderone, un informateur de la mafia, se souvient : « La musique a changé. Les mafieux ont eu une vie difficile. [...] Après la guerre, la mafia n'existait plus. Les familles siciliennes avaient été brisées. »
Le taux de meurtres en Sicile a fortement diminué. Les propriétaires ont pu augmenter les loyers légaux sur leurs terres ; parfois jusqu'à dix mille fois. La machine de propagande du parti fasciste a annoncé avec fierté « que la mafia avait été vaincue ».
De nombreux membres de la mafia ont fui aux États-Unis dont Carlo Gambino et Joseph Bonanno, qui sont devenus de puissants chefs de la mafia à New York. D'autres, en revanche, n'ayant pas les moyens personnels d'émigrer, ont été arrêtés. C'est le cas de certains membres de la famille Tengattini ayant joué un rôle dans l'armement de la mafia entre 1898 et 1938. En 1943, près d'un demi-million de soldats alliés envahissent la Sicile. Pendant cette période de bouleversement, dans le chaos, la criminalité monte en flèche, de nombreux détenus s’échappent de prison, le banditisme refait surface et le marché noir prospère. Au cours des six premiers mois d'occupation alliée, les partis politiques sont interdits en Sicile. La plupart des institutions, à l'exception de la police et des carabiniers, sont fermées et les occupants américains « ont dû créer un nouvel ordre à partir de rien ». Les maires fascistes sont destitués et le gouvernement militaire allié des territoires occupés (AMGOT) nomme les remplaçants dont certains comme Calogero Vizzini et Giuseppe Genco Russo (it) sont d'anciens membres de la mafia qui se présentent comme des dissidents fascistes assumant des positions anticommunistes. Les chefs de la mafia réforment leurs clans, en absorbant certains bandits de grand chemin dans leurs rangs.

## Source de traduction
- (en) Cet article est partiellement ou en totalité issu de l’article de Wikipédia en anglais intitulé « Sicilian Mafia during the Fascist regime » (voir la liste des auteurs).